# Совет народных уполномоченных Финляндии

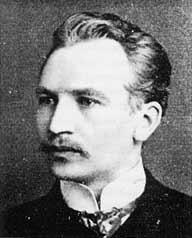
Председатель Совета народных уполномоченных Куллерво Маннер.

Совет народных уполномоченных Финляндии (фин. Suomen kansanvaltuuskunta, швед. Finska folkdelegationen) — революционное правительство «Красной Финляндии», сформированное в результате военного переворота из числа представителей крайне левого крыла финской Социал-демократической партии. Захватив власть и сместив как Сенат Финляндии, так и Эдускунту (парламент), где большинство принадлежало правым, Совет народных уполномоченных издал законы, указы и проект конституции в соответствии с идеалами программы рабочего движения своего времени. Правительство просуществовало с 28 января до 25 апреля 1918. Контролировал до поражения в Гражданской войне юг Финляндии и отряды Красной гвардии. Активно поддерживался  Российской Советской Республикой (призывы к революции, поставки оружия и отправка красногвардейцев).
Совместно с Советом народных уполномоченных действовал соответствующий Эдускунте Верховный совет рабочих.
Советская Россия была единственной страной, признавшей Совет народных уполномоченных в качестве законного правительства Финляндии, названной впоследствии в договоре между Советом народных комиссаров РСФСР и Советом народных уполномоченных от 16 февраля (1) марта 1918 Финляндской Социалистической Рабочей Республикой.

## Основание и неотложные меры

Печать Совета народных уполномоченных Финляндии.

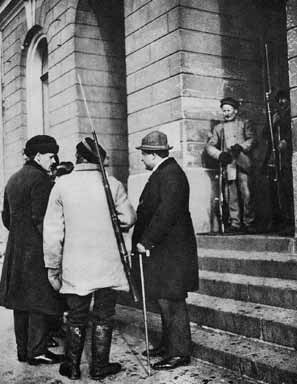
Лидеры социалистов из Швеции и Дании на ступенях сената весной 1918.

Совет народных уполномоченных Финляндии (СНУ) был сформирован 28 января 1918 и сразу приступил к руководству восстанием, начатым накануне рано утром против финского Сената, то есть против действующего правительства.
Ещё за день до этого центральный исполнительный комитет финских рабочих отдал распоряжение Красной гвардии арестовать сенаторов и группу видных буржуазных политиков, но операция полностью провалилась. Членам Сената, руководимого Пером Эвиндом Свинхувудом удалось бежать и поодиночке добраться в г. Вааса, где Сенат и действовал с 29 января по 3 мая 1918 года (из-за чего данный состав Сената известен в историографии под названиями «Ваасовский сенат» или «Сенат Свинхувуда»).
О создании Совета народных уполномоченных было объявлено на следующий день, 29 января 1918 года, в газете «Рабочий»(фин. «Työmies»), в которой была опубликована декларация Совета народных уполномоченных Финляндии от 29 января 1918 года, в которой коротко были названы важнейшие задачи красного правительства, а также указан его состав. В первый же день были заняты помещения, прежде используемые Сенатом Финляндии (сейчас здание государственного Совета), захвачено хранилище Банка Финляндии.
Совет народных уполномоченных закрыл первым делом все буржуазные газеты — в столице уже 28 января, на другой подвластной территории с 2 февраля — «на неопределённый срок». После этого могут выходить только социал-демократические газеты и газеты Христианского союза финских рабочих. В ответ Ваасовский сенат закрыл социал-демократические газеты. 2 марта департамент почт и информации «белых» установил оставшимся газетам цензуру, касающуюся военных дел и внешней политики.
2 февраля Совет народных уполномоченных предписывает Красной гвардии поддерживать государственный порядок, и красногвардейцы становятся (по замыслу) в подчинении органа, издавшего этот указ. На практике СНУ вынужден позднее признать, что он не способен контролировать деятельность красногвардейцев и всё меньше вмешивается в военные дела. Отношения Красной гвардии и СНУ остаются проблематичными всё время войны, поскольку Совет часто считал деятельность красногвардейцев произволом, а многие красногвардейцы, со своей стороны, считали представителей Совета на фронте «паразитами».
Совет народных уполномоченных собирался в Хельсинки 89 раз и в Выборге менее десяти раз.
Совет народных уполномоченных издал всего 45 указов, коротких скупых текстов, опубликовав их в Своде законоположений Финляндии (иногда называемый повстанческим вариантом) за номерами с 10 по 33. Сенат Свинхувуда, находившийся в Ваасе, вёл свой вариант Свода законоположений и внёс в него свои указы и законы за номерми с 12 по 28.
Большая часть времени работы СНУ ушла на составление законодательства. Оценено, что две трети законов были реакцией на неотложные проблемы правительства и остальные направлены на идеологические цели и привлечение сторонников. Для указов, имеющих идеологическую подоплёку, примером были законы Парижской коммуны и, в меньшей мере, первые указы большевистского правительства. Но, большей частью, причиной были проблемы рабочего движения в самой Финляндии. Об указах СНУ извещал правительственный орган Известия Совета народных уполномоченных.

## Организация

### Состав Совета народных уполномоченных
Члены Совета народных уполномоченных были из разных рабочих организаций (СДПФ и от Союза профсоюзов Финляндии), но большей частью из левого крыла СДПФ. Список основывался в основном на предложении Ээро Хаапалайнена, председателя центрального исполнительного комитета рабочих Финляндии, который он представил на закрытом заседании 25 января.
Председатель Эдускунты предыдущего года Куллерво Маннер назначался председателем. Бывший председатель сената Оскари Токой назначен «министром продовольствия». Уполномоченные по внутренним делам Хаапалайнен и Адольф Тайми отвечали также за военные дела, поскольку отдельного «военного министерства» не было. В начале марта было под их руководство основан отдельный военный отдел, на гражданские должности назначены новые уполномоченные.
В начале марта в СНУ приглашены Хилья Пярссинен и Ханна Кархинен, ставшие первыми женщинами-министрами Финляндии, за 8 лет до Мийна Силланпяя, соратницы по партии. Карьера Пярссинен в должности уполномоченной была короткой, в конце марта она с мужем покинула Хельсинки выехала из Финляндии.
Многие ключевые фигуры СДПФ, такие как Вяйнё Таннер и Матти Паасивуори, осудили переворот и не вошли в красное правительство, Вяйнё Вуолиёки даже скрывался от красногвардейцев. Это способствовало их выдвижению в руководство СДПФ после гражданской войны, и они смогли занимать высокие посты в парламенте. Ээту Салин и Эдвард Валпас, старые руководители рабочего движения, отказались участвовать в революционном правительстве, но Салин работал некоторое время главным редактором правительственного издания Известия Совета народных уполномоченных, а Валпас продолжил работу в газете «Työmies». Взгляды старого марксиста Урьё Мякелина были более предпочтительны для этой должности, но он так и не вошёл в СНУ.
Секретарями СНУ работали студенты университета Тууре Лехен и Юрьё Лайне. Они заменили Ольгу Маннер и Юкка Лехтосаари, которые через пару дней работы были назначены на другие должности.

### Правительственный аппарат
Когда чиновники центрального правительства 29 января объявили забастовку и отказались служить красным, СНУ был вынужден организовать правительственный аппарат по новой, призвав около 500 человек из СДПФ и профсоюзных организаций. Кто-то вызвался сам, других назначили. Старые чиновники, не поддержавшие забастовку, получили повышение в должности.
На замену органам центральной власти были основаны новые, в которых слова «управление» (фин. hallitus) заменили словом «совет» (фин. neuvosto). Например «управление таможен» превратилось в «совет таможен» («tullihallitus» — «tullineuvosto»). На замену старой системе суда была создана новая революционная система.
После гражданской войны белыми была казнена примерно десятая часть из гражданского правления красных. Их обвинили в измене родине или в пособничестве в этом.

### Верховный совет рабочих Финляндии
Для наблюдением за исполнительным органом власти был учреждён эквивалент парламента, — 40-местный Верховный совет рабочих Финляндии, который собрался первый раз 14 февраля в Доме сословий в Хельсинки. и последний раз 10 апреля. В верховный совет не проводились выборы, туда назначали представителей разные организации рабочего движения по системе квот, то есть понятие « народное представительство» было весьма слабым. У организаций было право отозвать своих представителей. После переговоров было решено о следующих квотах:
- СДПФ: 15 мест
- Профсоюзная организация: 10 мест
- Красная гвардия: 10 мест
- Союз рабочих Хельсинки: 5 мест (от одного места позже отказались)

В Верховный совет назначали и таких людей, которые отказывались в нём работать, например Ээту Салин. Председателем совета выбрали члена забастовочного комитета 1917 года Вальфрида Перттиля, секретаря профсоюза перевозчиков.

## Политика Совета народных уполномоченных

### Финансы и национализация

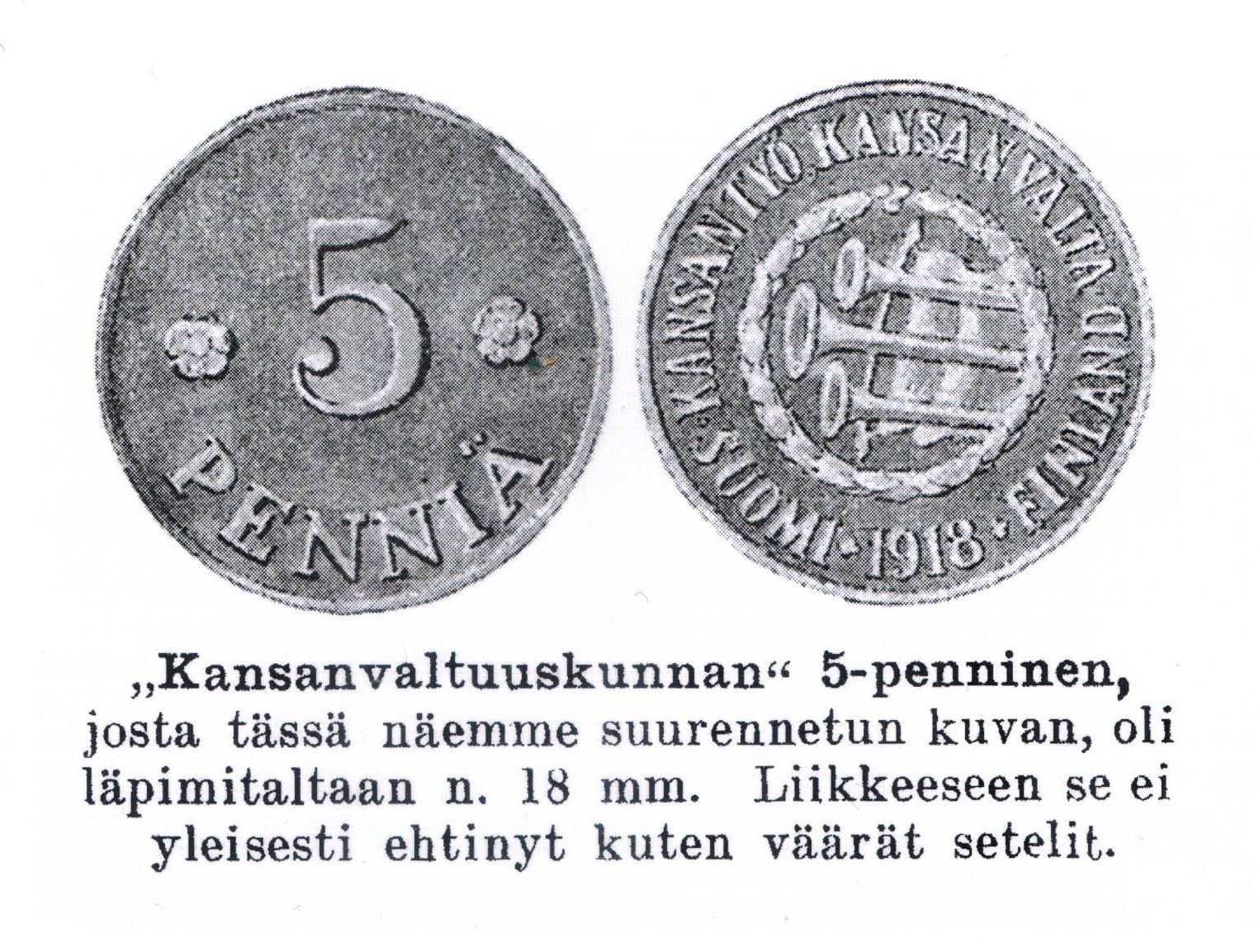
Монета от СНУ в 5 пенни, диаметр 18 мм, так и не вышла в обращение, как и банкноты. Изображение в газете Suomenkuvalehti 1918 г.

Общие расходы красных за время войны составили около 300 млн. финских марок. Поскольку золотой запас Финляндского банка ещё до войны был вывезен в Куопио и остался у белых, СНУ взял под свой контроль только банковскую наличность, монетный двор и вклады в Российских банках. Персонал банка отказался открыть хранилища, они были взломаны. Частные фирмы и сберегательные банки смогли продолжить свою нормальную деятельность, в отличие от Советской России, где вся банковская деятельность была национализирована. Наличные запасы Финляндского банка истратили в начале апреля, после чего взяли краткосрочные кредиты и ускорили печатание новых банкнот. СНУ выпустил новые монеты, где были вычеканены слова «Труд народа, власть народа» (фин. Kansan työ, kansan valta). Налогообложение в красной Финляндии, напротив, шло плохо, поскольку прежние чиновники в большинстве отказались сотрудничать с новой властью.
Совет народных уполномоченных проголосовал 11 февраля о том, надо ли национализировать производство и крупную собственность страны. Более умеренное предложение Ээро Хаапалайнена победило 7 голосами против 6 у более радикального варианта Эверта Элоранты, предлагавшего обширную социализацию собственности.
Центральный союз работодателей Финляндии объявил локаут, с целью остановить всё производство на подвластной красным территории. СНУ и другие революционные органы конфисковали во время войны 163 промышленных предприятия, прежде всего, для того, чтобы препятствовать остановке производства. Это количество соответствовало менее 10 процентам от всей промышленности красной Финляндии. Многие предприятия смогли на добровольной основе продолжить деятельность под руководством прежнего владельца. В сельской местности решили национализировать только то, что принадлежало фирмам и ту собственность, которая осталась без присмотра, например, в случае, если прежние владельцы сбежали. Во владение революционеров попало несколько десятков крупных поместий. Безземельных крестьян и мелких арендаторов провозгласили «независимыми» 31 января, но осталось открытым, станут ли они самостоятельными землевладельцами, или арендаторами у государства. Уполномоченный по сельскому хозяйству Элоранта хотел бы идти дальше обычной социализации земли, как и представители департамента труда в обобществлении средств производства.
СНУ пытался обуздать безработицу, не только запуская остановленное владельцами производство, но и выплачивая зарплату вошедшим в красную гвардию, исполняющим аварийную работу. В феврале выплачивали пособие тем, кто пробыл без работы минимум неделю, но по желанию красногвардейцев Хельсинки эту меру отменили, — она мешала вербовать новых красногвардейцев из безработных. Недостаток продовольствия планировали решить поставками пшеницы из России, сокращением пайков и расширением посевных площадей.

### Отношение к насилию

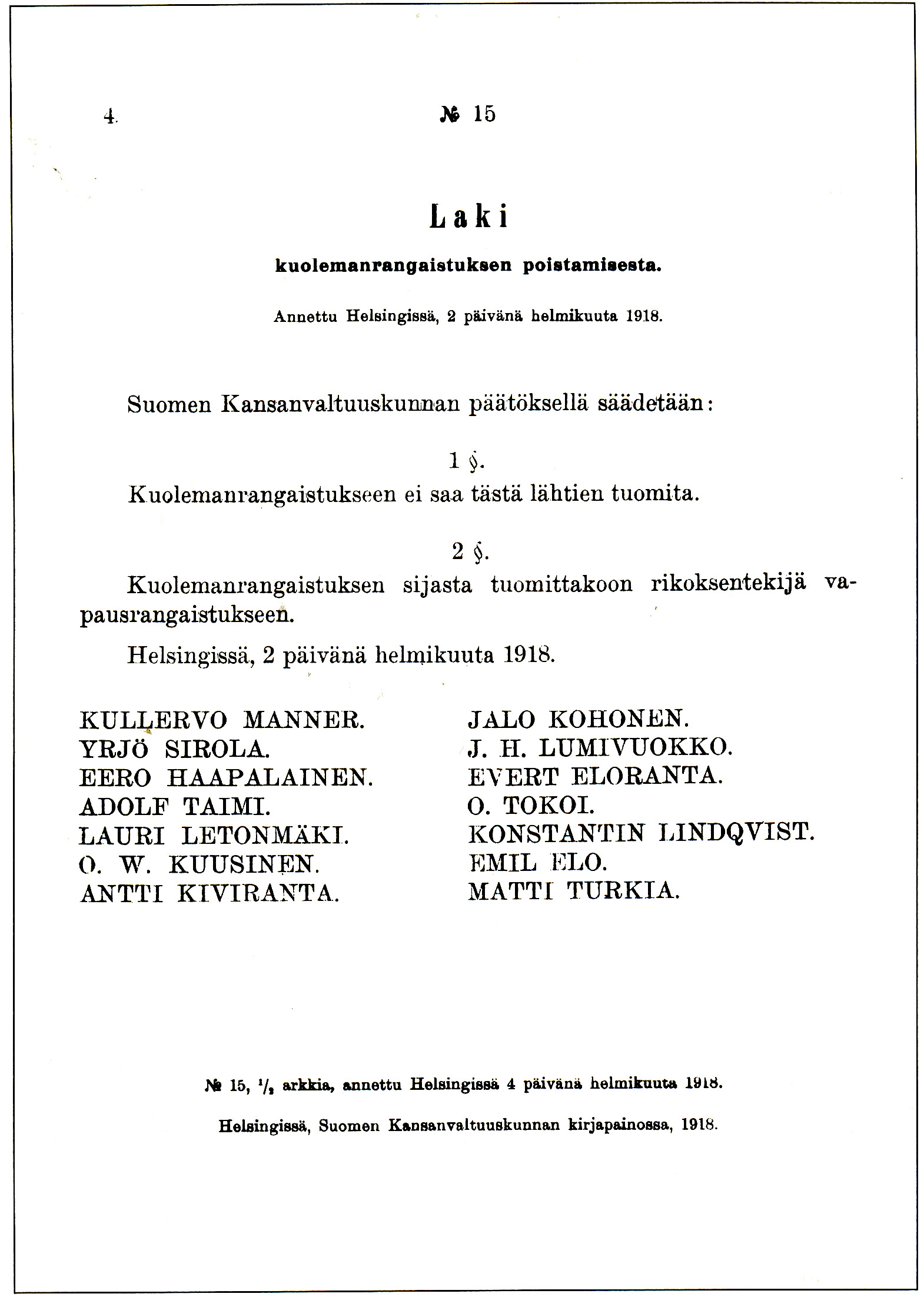
Совет народных уполномоченных издал 2.2.1918 закон об отмене смертной казни. Законы и указы были короткие и вступали в силу сразу.

СНУ с самого начала осудил, так называемый, красный террор и потребовал расследования уже произошедших убийств и наказания виновных по закону. Один из первых законов был закон об отмене смертной казни от 2 февраля 1918.
Относящийся к первым дням гражданской войны случай убийства народного депутата Антти Миккола должен быть расследован специально созданной комиссией, но красногвардейцы препятствовали преданию виновных следствию.
27 февраля Совет народных уполномоченных оглашает воззвание Против жестокости (фин. "Julmuuksia vastaan"), в котором обещается суровое наказание за насилие над гражданскими. Это заметно уменьшило красный террор на некоторое время, но способов для сохранения порядка или достаточного авторитета для усмирения красногвардейцев у СНУ не было. Страх перед красногвардейцами привёл к несколько вялому отношению к делу, что заметно в последующих колебаниях по принципиальным вопросам.
СНУ озаботился о правовой безопасности арестованных красногвардейцами «контрреволюционеров», но не смог восстановить дисциплину в практикующем произвол следственном отделе. В нескольких частных случаях защищавший законность прокурор Матти Туркиа со своими подчинёнными, всё же, смог спасти от красногвардейской расправы нескольких гражданских лиц.
Сравнивая ситуацию с «белой» стороной, можно признать, что Сенат Финляндии, у которого была возможность вмешаться в происходящее, ни в какой фазе не осудил более широко практикуемый «белый террор».

### Проект конституции и отношение к демократии
Хотя большевистская «диктатура пролетариата», как цель, и находила некоторую поддержку, руководство финской революции выбрало демократический путь развития.
Создание основного закона страны было основной целью Совета народных уполномоченных. 4 февраля совет партии создаёт программу действий и согласно ей необходимо составить «проект национальной конституции, который по возможности быстрее выставить на всенародное голосование». Голосование не было осуществлено и до практического использования пунктов закона дело не дошло. Но проект многое говорит о том, какие замыслы были у революционеров относительно новой формы правления, и что важное они хотели подчеркнуть для хорошей власти. Особенно интересно это тем, что революция в России и в Финляндии развивалась практически одновременно, — в отличие от прочих революционеров XX века, у них не было примеров для подражания.
Конституция не была плодом революции, а результатом более длительного процесса. В записях О. В. Куусинена есть разъяснения, что он размышлял о конституции ещё в 1917 году, будучи членом конституционной комиссии под руководством Стольберга. Секретарём этой комиссии был шурин Куусинена Лааксовирта.
Проект был представлен на рассмотрение Верховного совета рабочих, где в него предлагались многочисленные дополнения и изменения, но более поздние фазы рассмотрения остались неизвестны. В проекте отмечают значительное влияние конституций США и Швейцарии и идеалов Великой Французской революции
Проект описывал конституцию как единственный основной закон страны, определял форму правления, основные права граждан, народных представителей, учреждения правосудия, правления, инициативы граждан и решения.
Проект конституции воплощал продолжение финских демократических традиций и их расширение — возрастная граница права голоса снижалась (17 §), первое лицо республики (фин. Suomen Tasavallan Esimies) могло занимать должность лишь один трёхлетний срок (59 §), предусматривалось право на законодательную инициативу граждан (45 §), и возможность отменять путём референдума законы, решения чиновников, и даже приговоры суда (51 §).
На случай возможного контрреволюционного переворота предлагалось положение, по которому у парламента было право ограничивать права граждан, если были причины подозревать их в замыслах против власти. Неприкосновенность конституции защищалась также тем, что народу давалось право распустить парламент, если его большинство нарушило бы основной закон — был составлен параграф «Народ восстань!» (фин. Kansa nouskoon) — (43 §). Эта же идея содержится в декларации независимости США и в декларации прав человека и гражданина времён Великой Французской революции.
Власть правительства уменьшалась отдачей части полномочий Эдускунте (парламенту). В качестве средства против бюрократии планировалось назначать чиновников на определённый срок. Высшие чины в государстве должен был назначать парламент, и их можно было в любой момент отозвать. Следить за использованием власти должна специально созданная избирательная комиссия. Председатель правительства действовал бы как первое лицо в республике. Никакого президента не предусматривалось. Название правительства было бы Совет народных уполномоченных Финляндии. Название страны не менялось — республика Финляндия.
Идея социализации была введена в два пункта. В старом положении, составленном Сенатом, гражданам гарантировалась неприкосновенность имущества, в проекте Совета народных уполномоченных подобного пункта не было. Вместо этого, гарантировалось государству и другим общественным объединениям право на владение имуществом и право на предпринимательство. При этом про социализм в проекте конституции не было ни слова, также не было речи об однопартийной системе, напротив, в 21 § и 39 § говорится о различных партиях в парламенте. (Законодательство Финляндии впервые приняло понятие партия в 1969).
В пропагандистских целях проект конституции был напечатан десятками тысяч экземпляров и красногвардейцам приказали распространять их за линию фронта, что осуществлялось даже с помощью аэропланов.
Ультрадемократичность проекта конституции сильно контрастировала с методами, использованными красными в условиях войны. Они основывались на военных приказах Красной гвардии от самовыдвиженцев в военные органы СНУ, которые были лишь из рабочего движения.

Подконтрольная красным территория Финляндии наибольшая в феврале-марте 1918.

Конечно, руководители СНУ, такие как Маннер, Куусинен, Сирола и Токой были убеждены, что по окончании гражданской войны Конституция и другие важнейшие законы будут одобрены демократическим народным голосованием, если условия в стране будут благоприятны. Это основывалась и на том, что несмотря на меньшинство представителей СДРПФ в Эдускунте в целом, их поддержка на территории красной Финляндии была выше среднего по стране. Также, в социал-демократической пропаганде утверждалось, что результаты предыдущий осенних выборов были в некоторых местах искажены в пользу буржуазии. Снижение возрастной границы очевидно ещё добавило бы числа сторонников, поскольку доля многодетных семей рабочих и молодых до 25 лет были также выше на юге, чем по всей Финляндии. По данным выборов 1917 года в Эдускунту СДРПФ получила небольшое большинство голосов именно на тех территориях, где в 1918 сформировалась красная Финляндия: около 60 % в округах Сатакунта, Хяме и Пирканмаа, свыше 50 % в Уусимаа и в западном округе Выборга, около 40 % в Исконной Финляндии. Насколько одобряли голосовавшие за СДПФ идею самого вооружённого переворота, осталось неизвестным, вряд ли использование насилия добавило бы поддержки.
Таким образом, Совет народных уполномоченных был основан на идеях народовластия, но война уводила его всё дальше к военной диктатуре.

### Отношении к религии
СНУ постановил о прекращении взимания церковного налога и церковных выплат и прекратил платить государственные средства на зарплату священникам, на другие религиозные нужды, и теологическому факультету университета Хельсинки. На территории красной Финляндии многие кунты прекратили преподавание закона божьего в школах.

### Государственный договор с Советской Россией
Совет народных уполномоченных заключил 1 марта 1918 года в Петрограде государственный договор с Советской Россией,, которая этим признала СНУ законным правительством, пришедшим на смену Сенату Свинхувуда. В этом Совет народных уполномоченных опередил Сенат Финляндии. Ни одна другая страна на это не пошла, хотя со многими представителями иностранных государств проводились неофициальные встречи.Очевидно это первый в истории государственный договор между двумя социалистическими правительствами.
Совместная Согласительная Финляндско-Российская комиссия начала работу над договором вскоре после признания независимости Финляндии, и в качестве основы договора СНУ одобрил 23 февраля черновик, составленный финской стороной ещё до переворота. В конце февраля в Петрограде начались переговоры по политическим, экономическим вопросам и по демаркации границы.
Советская Россия уступала по договору Финляндии Петсамо (нынешний Печенегский район), что было обещано ещё императором в 1864, как компенсация за территорию сестрорецкого оружейного завода. Мотовский залив в Петсамо был чрезвычайно богат рыбой, и были жаркие споры по проведению границы через эту территорию. На переговорах представители СНУ желали присоединить к Финляндии всю Восточною Карелию к Финляндии, но это решено было отложить на неопределённый срок, чтобы не задерживалось заключение договора. По свидетельству самого Гюллинга, советское правительство мотивировало отказ тем, что вопрос требует тщательного рассмотрения из-за проходящей Мурманской железной дороги.
25 февраля Ленин подталкивает работу комиссии, пишет про «справедливость желания финских товарищей о передаче Финляндской Социалистической Рабочей Республике» спорных территорий. Это первое письменно зафиксированное название красной Финляндии, которое по требованию Ленина впоследствии будет использовано в заключённом договоре. Аналогичные названия широко применялись в дальнейшем на советской территории. В проекте от СНУ значилось — суверенная и независимая республика (фин. itsenäinen ja riippumaton tasavalta), а в договоре — независимая Финляндская Социалистическая Рабочая Республика. Изменение фразы оставляло теоретически возможность вхождения Финляндии в Российскую федерацию. Эдвард Гюллинг и Оскари Токой с нежеланием согласились изменить в договоре наименование финской стороны.
Но больше всего озадачило Совет народных уполномоченных требование предоставить гражданам обеих стран полные политические права в другой стране, что означало федерацию на практике. Представители СНУ на это не согласились.
27 февраля Ленин предлагает другую трактовку, учитывающую классовую принадлежность граждан. Но и этот вариант не проходит, стороны согласились только на то, что в договоре будет обещание предоставить гражданам советской России политические права в Финляндии на «наиболее лёгких условиях», что предполагало год и более проживания в стране. Советская Россия обязывалась вывести русские войска из Финляндии.
РФСР получала на основе договора во временное пользование на праве экстерриториальности четыре линии телеграфа. Три из них шли из Петрограда через Уусикаупунки в Швецию, Данию и Англию, а одна через Финляндию в Мурманск. Договаривающиеся стороны обменялись между собой недвижимым имуществом, — например, территории российских крепостей и гарнизонов переходили Финляндии, а Финляндская железная дорога со всеми станциями на территории России переходила России. Порождающие такой обмен хозяйственные и социальные проблемы должен был решать специальный комитет.
Договор подписали 1 марта 1918 и Совет народных уполномоченных ратифицировал его через восемь дней. Впоследствии в русский вариант текста внесли по требованию финской стороны исправление, касающееся Мотовского залива. Эдвард Гюллинг подтвердил договор своим перстнем-печатью, а Оскари Токой печатью, вырезаной из пробки.
Сохранение независимости страны было принципиальной идеей СНУ. Безусловно, Эдвард Гюллинг и Оскари Токой защищали на переговорах интересы своей страны, стараясь получить для своей стороны максимум возможного. Но если бы красные победили в гражданской войне, то наиболее вероятно, что «Финляндская Социалистическая Рабочая Республика» вряд ли могла препятствовать «добровольному» вступлению в Советскую Россию.
Красные пытались извлечь максимальную пропагандистскую пользу из договора с Россией, поскольку он показывал что именно красные, а не белые, добиваются успехов в деле независимости и свободы страны. Когда белые получили неверные сведения о том, что Советская Россия якобы отдаёт Финляндии по договору с красными Беломорскую Карелию, генерал Маннергейм сделал контрпропагандистский жест, отдал свой известный приказ — Клятву меча об освобождении Восточной Карелии.

## Переезд в Выборг и бегство
Всё изменилось 3 апреля с известием о высадке немецких войск. Совет народных уполномоченных сразу начал подготовку к переезду в Выборг и создал для этого исполнительный комитет. Комитет без промедления берётся за оборону Хельсинки и заменяет гражданское правление диктатурой. Красногвардейцы назначили в это правление в основном ранее не известных личностей из самих красногвардейцев.
Члены СНУ прибывают с 4 по 9 апреля в Выборг. Поиск подходящего места для работы и другие организационные дела приводят к тому, что пару дней центральное правление не действовало. Работа начинается в ночь с 10 апреля по 11 апреля, когда Верховный совет рабочих, Совет народных уполномоченных, командование красной гвардии и представители от прочих находящиеся в Выборге организаций собираются на общее собрание. Собрание избирает Куллерво Маннера в «диктаторы Финляндии» по предложению руководства красногвардейцев, несмотря на его возражения. Он возглавляет правительство и красную гвардию, начальником штаба становится Эдвард Гюллинг. Рабочие помещения диктатора и штаба располагаются в Выборгском замке. В штаб назначаются Эверт Элоранта, В. Ринне, Эрнст Хаусен и Эйно Рахья. Эйно Рахья назначается также и командующим в Хельсинки.
Структуру Совета народных уполномоченных обновляют 12—13 апреля, департаменты формируются по новой. Общий департамент (прежние внутренних дел, внешних дел, юстиции, просвещения и прокуратуры) возглавил Й. О. Арьянне, департамент продовольствия возглавил Гюллинг, департамент труда (прежние труда, сельского хозяйства и социальных дел) — Эмиль Эло, Лаури Лехтомяки возглавил новый служебный департамент. Тамми, Кохонен и Линдквист остаются на своих должностях. Новым председателем СНУ уполномоченных выбран Куусинен, но когда он отбыл в Россию, его задачи выполняет Гюллинг. Также обновлено представительство в Петрограде.
Члены СНУ, покинувшие страну, рассматриваются уволенными. Ещё 20 апреля СНУ делает отчаянное обращение к рабочим всех стран, призывая их препятствовать буржуазии своих государств оказывать военную помощь белой Финляндии. Когда для СНУ стало вырисовываться военное поражение, наступил и финансовый кризис — перевезённые в Выборг сбережения Финляндского банка подошли к концу, а печатные машины остались в Хельсинки. В качестве последнего чрезвычайного средства было решено печатать деньги на обычной бумаге, поскольку конфискацию личной собственности считали неразумным решением.
Все оставшиеся члены СНУ, исключая Гюллинга и Кивиранта, покинули Выборг на пароходе ночью 25 апреля, что оставшиеся оборонять город красные считали предательством. Последний раз революционное правительство Финляндии собралось 27 апреля 1918 в Петрограде, где 20 участников собрались, чтобы подвести итоги революции. При бегстве СНУ удалось забрать часть средств Финляндского банка, а ранее вывезти в Россию около 200 вагонов груза. Последние дни гражданской войны красные были вынуждены сражаться без центрального руководства.
13 членов СНУ участвовало в августе этого же года на собрании в Москве, основавшем Коммунистическую партию Финляндии. Из других участвовавших были 18 членов Верховного совета рабочих и 50 чиновников из бывшего правительства красных.

## Дальнейшая судьба народных уполномоченных
Члены СНУ не могли вернуться в Финляндию, где их ожидали тяжкие обвинения в измене родине и многие остались в СССР до конца своих дней.
Многие члены СНУ, вступившие в Компартию Финляндии, посещали страну тайно для проведения подпольной работы в 1920-е годы. На этом был пойман Адольф Тайми.
Специальным законом «Lex Tokoi» в 1944 парламент снял обвинение в измене родине и смертный приговор всем бывшим членам Совета народных уполномоченных Финляндии. Главной целью закона было сделать возможным возвращение Оскара Токоя.

### Возвращение уполномоченных в Финляндию
- Хилья Пярсинен выдали в Финляндию из Эстонии в 1919, она отбыла в тюрьме свыше трёх лет.[29]
- Матти Туркиа пробыл членом исполнительного комитета рабочих Финляндии в СССР. В 1922 переехал в Швецию, где работал журналистом до 1927. Вернулся в Финляндию, осуждён за измену на восемь с половиной лет, отсидел в тюрьме полтора, — помилован. После освобождения — репортёр газеты «Социал-демократ». Народный депутат от ляня 1930−1945. На президентских выборах 1931, 1937, 1940, 1943 — выборщик президента. Умер в Хельсинки в 1946.[107]
- Й. О. Арьянне вернулся в Финляндию в 1936, отсидел в тюрьме год из пятилетнего приговора.[108]

### Выехавшие на запад
- Эмиль Эло служил в Мурманском легионе в 1918, прожил в Лондоне до смерти в 1953.
- Оскари Токой служил в Мурманском легионе в 1918, переехал через Великобританию и Канаду в США в 1921. Редактор газеты до 1950. Во время Второй мировой войны вице президент общества «Помоги Финляндии». Гостил в Финляндии в 1949 и в 1957 году в 50-ю годовщину Эдускунты в качестве почётного гостя. Умер в США в 1963.[109]

### Оставшиеся в СССР
- Куллерво Маннер умер в лагере в 1939 в СССР.
- Юрьё Сирола — инсульт в 1936 в Москве, похоронен в Хельсинки.
- Ээро Хаапалайнен расстрелян в 1937 в Петрозаводске.
- Лаури Лехтомяки самоубийство в СССР в 1935.
- Яло Кохонен арестован и умер в 1935 в СССР.
- Эдвард Гюллинг расстрелян в Москве в 1938.
- Конста Линквист убит в Петрограде в Клубе Куусинена в 1920.
- Юсси Лумивуокко расстрелян в Петрозаводске в 1938.
- Антти Кивиранта, данных нет.
- Эверт Элоранта, данных нет.
- Адольф Тайми на подпольной работе в Финляндии в 1922−1923 и 1927−1928, на чём и пойман. Приговор — более 10 лет. Освобождён по требованию СССР только после Зимней войны вместе с Тойво Антикайненом. Умер в СССР в 1954[110].
- Отто Куусинен, блестящая карьера в СССР. В 1964 похоронен у Кремлёвской стены.

## Состав и работа департаментов СНУ

### Председатель
Председателем Совета народных уполномоченных был Куллерво Маннер и всего, вместе с ним, в начальном составе в совете были 13 членов. СНУ делился на 11 департаментов, чьими председателями действовали народные уполномоченные. Свыше половины уполномоченных были представители социал-демократического рабочего движения, часть была активисты от профсоюзов и остальные — видные командиры красногвардейцев.
Канцелярией СНУ руководил его председатель, Куллерво Маннер. У него в подчинении были официальные газеты, национальный архив и типография. На службе в канцелярии было около 10 человек.

### Департамент по иностранным делам
Уполномоченным по иностранным делам был назначен Юрьё Сирола, у которого были связи за границей. 2 февраля СНУ решает укомплектовать учреждение государственных министерств и 8 февраля представительство в Петрограде организуется по-новому. Главным представителем выбран Юкка Рахья и ему назначено два помощника. Представительство так и не приступило к работе, отношениями с Россией занимались члены СНУ.

### Департамент юстиции
Департамент юстиции представляли два уполномоченных, Лаури Летонмяки и Антти Кивиранта. В задачи Летонмяки входила подготовка законов и правосудие, Кивиранта ведал заключёнными. Ни один из них не был специалистом в этих вопросах, но дело облегчало то, что принципиальные вопросы решались на общих собраниях Совета народных уполномоченных. Кроме того, для подготовки новых законов создали свой орган, подготовительную комиссию. Ключевой задачей революции было получение политического контроля над системой правосудия, то есть, идея независимости судебных заседаний была отвергнута. Уже 28 января исполнительный комитет провозгласил, что деятельность судебной системы прекращается и взамен запланировано учредить почётно избираемые революционные трибуналы.
Революционные трибуналы были созданы как временное решение. С их созданием была спешка, поскольку контрреволюционную деятельность нужно было остановить исключительно с помощью закона, — практикуемый красными террор необходимо было прекратить. 1 февраля составили закон-основу революционного правосудия. Трибуналы должны были состоять из председателя и четырёх членов, уполномоченных доверием рабочих. Рабочие так же избирали обвинителя. Приговор должен быть основан на здравомыслии, а не на предрассудках. Это было важно, поскольку члены трибунала не знали законов. Революционные трибуналы были созданы на территории красной Финляндии во всех 195-ти областях.
Высший революционный суд был высшей судебной инстанцией, куда можно было жаловаться. Принцип был такой, что жалобы вряд ли будут, поскольку приговоры подразумевались правильные. По этой причине срок подачи жалобы сократили до одних суток. Хоть у высшего суда было право изменить приговор, на деле жалоб в него не поступило. Все протоколы трибуналов нужно было доставлять в высший суд. Если члены революционного трибунала не знали законов, то лучше всего не оказаться под судом таких судей. Ни у одного из членов верховного суда не было юридического образования, только у троих был опыт работы адвокатом.
Департамент юстиции обновил управление тюрем. В тюрьмы нужно было избирать совет из трёх членов и кандидата в комиссары. Окончательное назначение комиссара производил департамент. Проблемы тюрем стали актуальными при начале гражданской войны — тюрьмы стали переполняться. По решению Совета народных уполномоченных начали освобождать за незначительные преступления, чтобы освободить место «военным преступникам». Самые матёрые преступники оставались конечно в тюрьмах, хотя заключённые в тюрьме Какола (Турку) пытались даже поклясться, что имеют искреннее желание сражаться в рядах революционеров.

### Департамент внутренних дел
Департамент внутренних дел был для революционного правительства важнейшим. Он отвечал как за военные дела, так и управление на местах. Департаментом руководили Ээро Хаапалайнен и Адольф Тайми. Назначение того же Хаапалайнена ещё и главнокомандующим а Тайми его помощником запутывало дело. Разделение обязанностей между ними не было толком определено. Поле работы было обширное, чтобы выправить ситуацию в департамент назначили множество секретарей.
Комплектацию муниципальных управлений оставили местным организациям рабочих. В крупных центрах дело продвигалось быстро. Всего же на подвластной красным территории власть сменилась только в 142 районах из 235.
Правление ляней (губерний Финляндии) изменили, назначив в руководство ляней комиссаров. Этого было недостаточно, так как чиновники бастовали. 13 февраля вышел закон о временном порядке внутреннего управления. Советы ляней стали состоять из пяти членов и Совет народных уполномоченных назначал главного. Должности губернатора (maaherra), пристава (kruununvouti), полицмейстера (poliisimestari), обвинителя (nimismies) и городского пристава (kaupunginvouti) прекращали существование. Закон о временном порядке управления коммун (кунта — самая мелкая административная единица) был составлен, но не успел вступить в силу.
Красная гвардия Финляндии была подчинена Совету народных уполномоченных. Её внутренняя структура была организована ещё до революции, и у СНУ не было желания вмешиваться. Это происходило потому, что члены СНУ справедливо считали себя слишком неопытными распоряжаться армией и оставили эту задачу другим. Позднее, когда проявилась слабость армии, СНУ вмешается и в командование красной гвардией. Красная гвардия, наоборот, вмешивалась бесцеремонно в гражданские дела. Верховный совет рабочих с самого начала был за разделение военного и гражданского департаментов. Это осуществилось лишь 20 марта.

### Финансовый департамент
Финансовый департамент вел вначале один человек, Яло Кохонен, но уже на первой неделе после восстания ему дали помощника — Эдварда Гюллинга. В подчинении у департамента были Финляндский банк, монетный двор, управление счетами, бухгалтерия сбербанков, государственная бухгалтерия. 7 февраля по предложению департамента учредили финансовую комиссию, в которую входили: председатель, уполномоченные по финансам и по внутренним делам и уполномоченный того департамента, которого рассматриваемое дело касалось.

### Департамент просвещения
Департамент просвещения возглавил Отто Куусинен. У него в подчинении были школы и воспитательные учреждения. 9 февраля Совет народных уполномоченных основал Совет школ, который делился на департамент народных школ и департамент учащихся. Целью департамента просвещения было обновить школьную систему так, чтобы она лучше соответствовала «современному понятию добродетели». Совет народных уполномоченных Финляндии был противником церкви и религии, поэтому преподавание закона божьего планировалось прекратить и все религиозные черты должны были из школы исчезнуть. СНУ публикует 12 февраля закон о прекращении взимания церковного налога и различных выплат на церковные нужды.

### Сельскохозяйственный департамент
Сельскохозяйственный департамент возглавил Эверт Элоранта. В его задачи входило решение проблем безземельных крестьян в соответствии c революционными идеалами. В подчинении у департамента были сельскохозяйственный совет, жилищный совет, лесной совет, и землемерный совет. Возможную социализацию предвещал составленный 30 января пункт программы. В соответствии с ним, у государства было право отбирать средства производства (в том числе землю), если они использовались в ущерб обществу, или ими не пользовались. В условиях гражданской войны такие объекты, естественно имелись. Владельцы скрывались от мятежа и, например, многие усадьбы, таким образом, сменили хозяина.

### Продовольственный департамент
Продовольственный департамент возглавил Оскари Токой. Он разделил свой департамент на четыре отдела: отдел поставок, отдел производства, отдел разрешений и карточек, управление. Позднее основали справочный отдел. Комитеты ляней заменили 7 февраля комитетами продовольствия, состоящими из трёх членов. 18 марта Совет народных уполномоченных основал Управление продовольствия, чтобы внести ясность в сложное положение. Оно сложилось из-за того, что продовольственный департамент и комитеты снабжения красной гвардии дублировали друг друга.

### Департамент почты и информации
Департамент почты и информации возглавил Эмиль Эло. В подчинении была почта, телефон, телеграф. По предложению уполномоченного СНУ создаёт в феврале Совет почт из семи членов. В качестве официального революционного органа создаётся газета «Информатор <Известия> Совета народных уполномоченных Финляндии» (фин. Suomen Kansanvaltuuskunnan Tiedonantaja), первый выпуск которой вышел 1 февраля. 2 февраля были закрыты буржуазные газеты.

### Департамент транспорта
Департамент транспорта возглавил уполномоченный Константин Линдквист. Для обеспечения работы железных дорог 30 января создаётся Совет железных дорог. Дополнительно назначается группа комиссаров для наблюдения за движением. Другие должности пытались укомплектовать, не затрагивая саму организацию. В марте почтовый и информационный департамент и отдел морского судоходства из департамента труда присоединяют к департаменту транспорта.

### Департамент труда
Департамент труда возглавлял Юсси Лумивуокко. Поначалу, в задачи входило решать все вопросы, относящиеся к работникам. Эту обширную область решили разделить на пять отделов: торговлю, промышленность, институт лоцманов и морское судоходство, общественные работы, социальная служба. В каждом секторе был свой наблюдатель. Для комплектации отделов создали ещё 11 подотделов, эту задачу поручили профсоюзам. Так руководство профсоюзов, изначально независимых, оказалось на службе у правительства — Совета народных уполномоченных. 11 марта СНУ основывает Промышленный комитет, состоящий из единственного уполномоченного.

### Департамент социальных дел
С начала марта уполномоченным назначена Хилья Пярсинен, основная задача — вопросы школьного образования. Помощник — Й. О. Арьянне.

### Прокуратура
Должность прокурора занял Матти Туркиа. Ему в помощники назначили Йохана Аронена, который временами оказывался главным ответственным за работу учреждения. В задачи прокурора входило наблюдение за законностью, что в имеющихся условиях было невыполнимой задачей, и, вообще, удивительно, что учреждение должности прокурора было формальным подражанием старой системе. Прокурор следил, например, за приговорами, назначаемыми революционными трибуналами, но полномочий на изменение решений у него не было.